# Daum (sklárna)
Compagnie Française du Cristal Daum je továrna na křišťálové sklo, kterou v roce 1878 založili bratři Daumové v Nancy v Lotrinsku na území dnešního regionu Grand Est. V dílnách bratří Daumů, Augusta (1853–1909) a Antonina (1864–1930), působili někteří z významných umělců secese jako Jacques Grüber, Henri Bergé, Almaric Walter a Charles a Ernest Schneiderovi.

## Dějiny

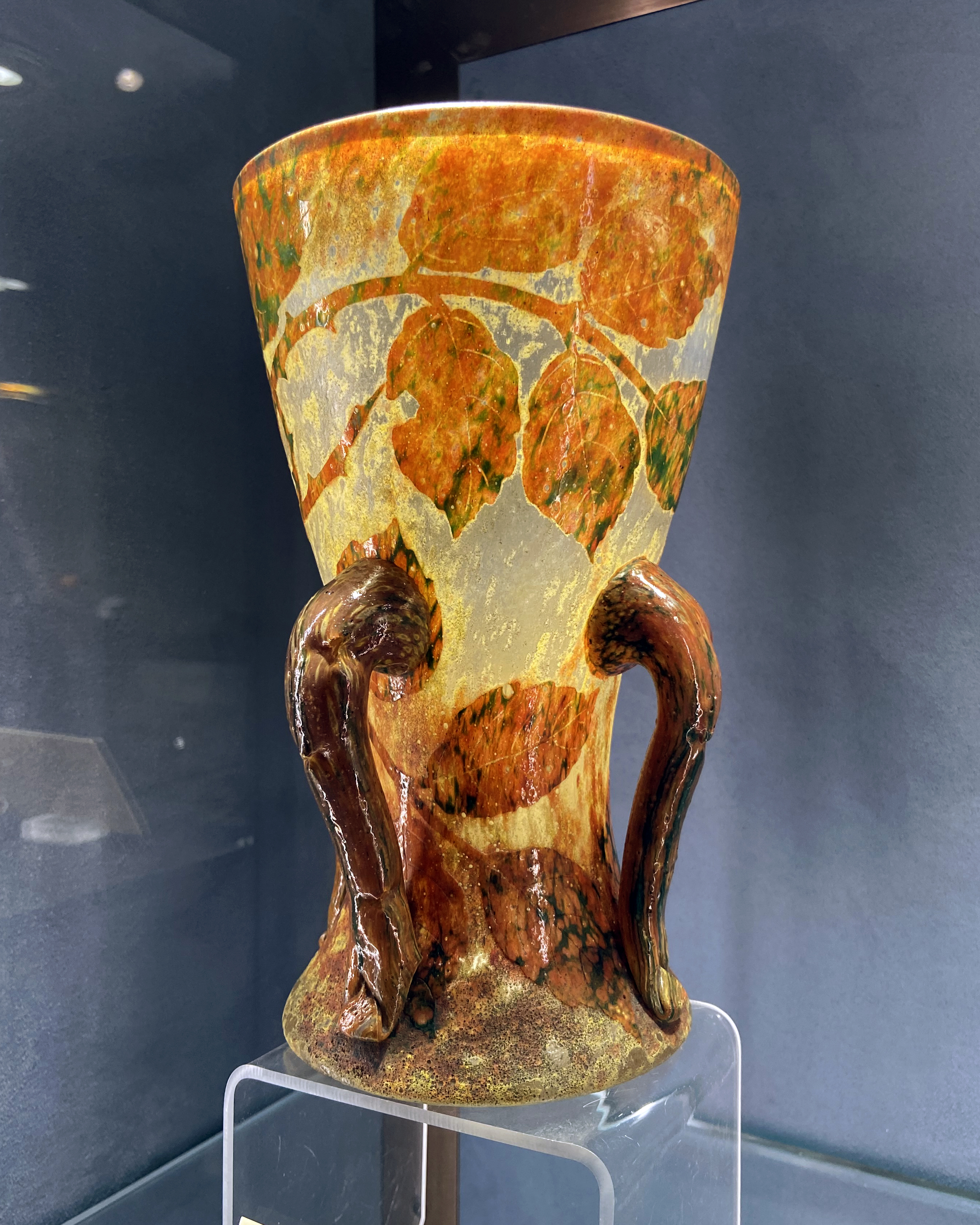

Po německo-francouzské válce v roce 1870 Jean Daum (1825–1885), notář v Bitche, prodal svůj notářský úřad a rozhodl se odejít do Francie. V roce 1871 totiž bylo Alsasko-Lotrinsko připojeno k Německé říši a obyvatelé se museli rozhodnout, zda zde chtějí dále žít a přijmout německé občanství, nebo zda si chtějí ponechat francouzské občanství, a v takovém případě museli opustit Německou říši. Daum se přestěhoval do Nancy v roce 1876 a několikrát půjčil peníze Avrilovi a Bertrandimu, majitelům sklárny Sainte-Catherine v Nancy, továrně na výrobu lahví a pohárů. Společnost však nadále prodělávala a Daum ji musel v roce 1878 převzít a stal se šéfem společnosti se 150 pracovníky, aniž by o výrobě skla něco věděl. V roce 1878 vstoupil do společnosti jeho syn Auguste. Když Jean Daum v roce 1885 zemřel, společnost stále nebyla úspěšná a Auguste převzal vedení sklárny sám. V roce 1887 vstoupil do společnosti jeho bratr Antonin; právě absolvoval uměleckořemeslnou školu École centrale des arts et Manufactures v Paříži. Antonin se tam seznámil se sklářskými technikami, a tak výrobu zaměřil spíše na umělecky ztvárněné skleněné předměty než na sklo každodenní potřeby. V letech 1889 až 1891 založili oba bratři oddělení uměleckého designu, které Antonin vedl. Jejich vzorem byl sklářský umělec Émile Gallé.
Antonin Daum začal s několika jednoduchými modely, brzy začal používat leptání kyselinou, a poté přešel k modelům využívajícím novou techniku „cameo“ neboli překryvného skla, krycího skla s jednou nebo dvěma vrstvami jiné barvy s gravírováním vzoru na povrchu. V letech 1890 až 1914 vytvořil více než tři tisíce druhů výrobků. Prvním sklářským výtvarníkem se stal Jacques Grüber. V roce 1893 byl pověřen návrhem předmětů, které se měly objevit na světové výstavě v roce 1893 v Chicagu. To byl Daumův první velký úspěch v uměleckém světě. Bratři Daumové se pak zúčastnili výstavy v Nancy v roce 1894. Následovaly výstavy v Lyonu (1894), Bordeaux (1895) a Bruselu (1895 a 1897), kde získali ocenění. V roce 1897 byla v rámci společnosti založena kreslířská škola, která školila vlastní designéry a rytce.
Henri Bergé vedl školu a byl druhým umělckým návrhářem společnosti. Pracoval na vývoji botanických motivů ke zdobení předmětů z křišťálového skla. Jeho dílo se vyznačuje silným naturalismem. Od roku 1898 zde působil i Émile Writz. V roce 1900 byla na světové výstavě udělena první cena za umělecké sklo Daumovi a Gallému. Daum představil vázy Charlese Schneidera v technice „intercalaires“, využití barevných skvrn a pruhů mezi dvěma vrstvami skla. Daum patentoval tuto techniku v roce 1899. Také lampy se staly jeho specialitou. V roce 1904 vyvinul Almaric Walter další techniku, „pâte de verre“ (proud skla) a zůstal u Daumů až do roku 1915.

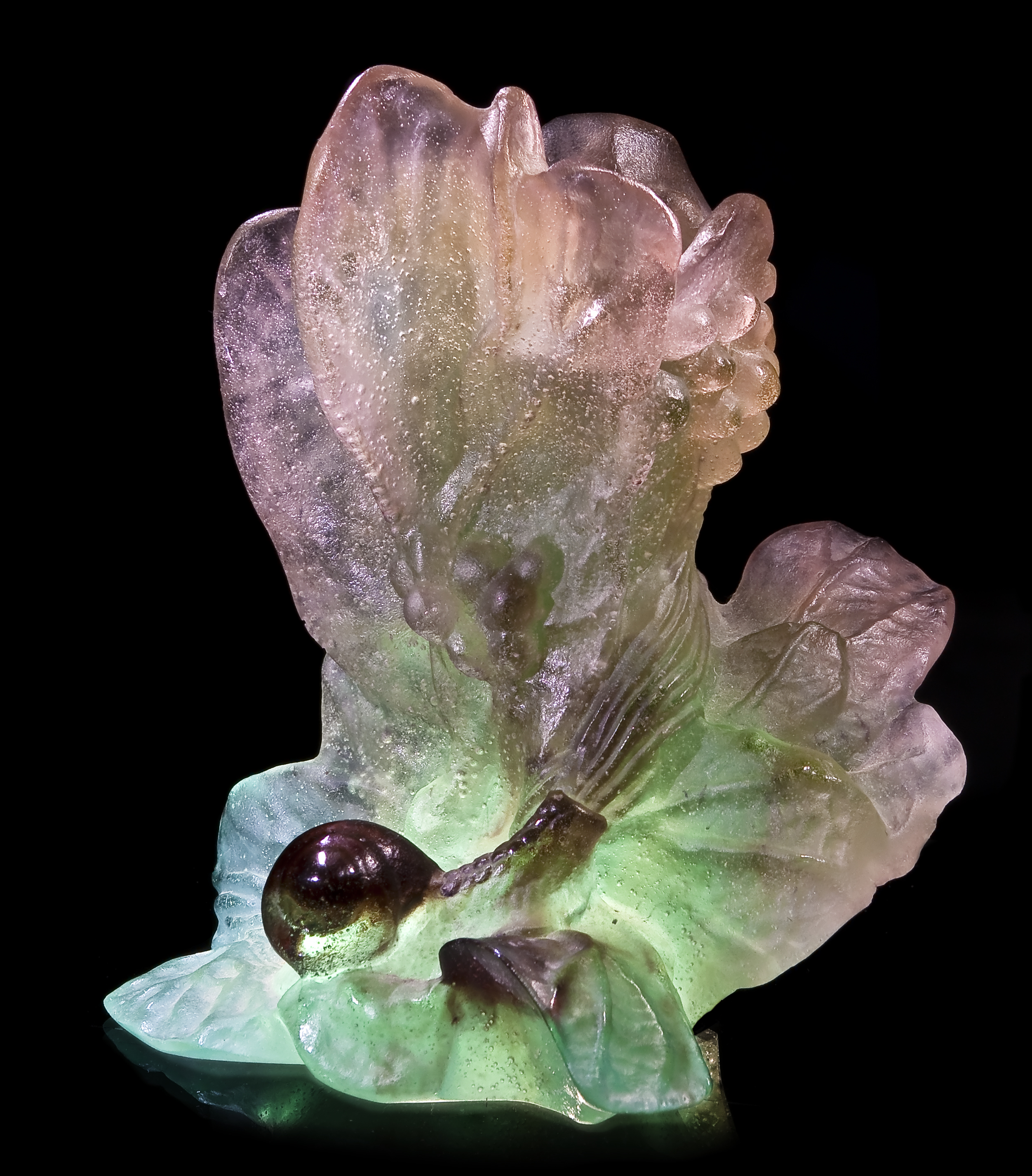
Svícen Nature Bougeoir využívající techniku pâte de verre

Škola École de Nancy byla založena v roce 1901 a působila do roku 1909. Émile Gallé byl iniciátorem a stal se jejím prvním prezidentem, viceprezidentem byl Antonin Daum. Antonin Daum se také stal členem obchodní komory v Nancy a hrál důležitou roli během Mezinárodní výstavy východní Francie v roce 1909. Auguste zemřel v roce 1909, Antonin zůstal aktivní až do své smrti v roce 1930, ale na vedení firmy se podíleli i Augustovi synové Jean, Henri a Paul. Jean zemřel v roce 1916, Henri byl manažerem jako jeho otec. Paul byl absolventem Institutu fyziky a chemie v Nancy a postupně přebíral Antoninovu roli. Po roce 1918 Daumovi přizpůsobili společnost novým výrobním podmínkám, přičemž si více než produktivity cenili kvality a estetického designu. Společnost se nadále účastnila velkých výstav: Barcelona 1923, Mezinárodní výstava dekorativních umění v Paříži 1925, Koloniální výstava v Paříži 1931.
Ve 20. letech 20. století, s ohledem na klesající zájem o secesi, změnil Paul Daum styl produkce na art deco. Poptávka byla velká a obchod vzkvétal. Daum v roce 1925 otevřel další továrnu na kříšťálové sklo v Croismare s Paulem jako ředitelem. Následkem hospodářské krize musela být továrna v Croismare v roce 1934 uzavřena. Několik velkých zakázek však umožnilo společnosti v Nancy přežít krizi: v roce 1935 Compagnie Générale Transatlantique objednala 90 000 kusů skla pro záoceánskou loď Normandie.
Po druhé světové válce vyvinul Antoninův nejstarší vnuk Antoine Froissart (1920–1971), který vystudoval inženýrství na École Centrale v Paříži, mimořádně průhledné a lesklé křišťálové sklo. Toto nové křišťálové sklo umožnilo vytvářet výrobky plných a plynulých tvarů se zvláštní brilancí. Jacques, Augustův vnuk, pověřil designéry, aby vytvořili nové návrhy pro toto sklo.
V roce 1985 rodina Daumů prodala společnost holdingu Saint-Germain finančníka Prospera Amouyala. V roce 2021 Daum vygeneroval tržby ve výši 14,3 milionů eur ročně, +8 % ve srovnání s rokem 2019, a zaměstnával 100 až 200 lidí. Společnost vyvíjela 80 až 100 nových produktů ročně se třemi hlavními tématy – fauna, flóra a ženy. Zůstávala věrná svým uměleckým standardům a vyráběla skleněné objekty navržené významnými umělci jako Aman, Carlos Mata, Georges Saulterre, Salvador Dalí, Shogo Kariyazaki, Umberto. V katalogu jsou skleněné plastiky, unikáty od známých umělců, nabízeny za šestimístné částky.
Daumova sbírka v Musée des Beaux-Arts de Nancy zahrnuje přes 600 exponátů. Sbírka ilustruje historii manufaktury prostřednictvím její výroby od jejích počátků v 80. letech 19. století až po díla 90. let 20. století.